# Mária Mračnová
Mária Faithová-Mračnová (née le 24 septembre 1946 à Košice) est une athlète slovaque, spécialiste du saut en hauteur. 
Représentant la Tchécoslovaquie, elle remporte la médaille de bronze du saut en hauteur lors des championnats d'Europe 1969, devancée par sa compatriote Miloslava Rezková et la Soviétique Antonina Lazareva.
Elle se classe 6e des Jeux olympiques de 1968 et termine au pied du podium des Jeux olympiques de 1976.